# ROMANCE (BUCK-TICKの曲)
「ROMANCE」（ロマンス）は、日本のロックバンド、BUCK-TICKの22枚目のシングルである。2005年3月2日発売。発売元はBMG JAPAN。

## 概要
- アルバム『十三階は月光』からの先行シングル。
- 通常盤と初回生産限定盤の2種リリース。初回生産限定盤にはDVD付き。
- PV監督は高田弘隆。

## 収録曲
- CD
  1. ROMANCE (4:33)
    - 作詞：櫻井敦司、作曲：今井寿、編曲：BUCK-TICK

GTV『J-POP』3月度エンディングテーマ
  2. DIABOLO (3:51)
    - 作詞：櫻井敦司、作曲：今井寿、編曲：BUCK-TICK
- DVD（初回生産限定盤のみ）
  1. LOVE ME (※ 2004 Sun Dec 29 Budokan live) (3:51)

## 収録アルバム
- 『十三階は月光』(#1・2)（いずれもアルバム・ヴァージョン）
- 『CATALOGUE 2005』(#1・2)
- 『CATALOGUE ARIOLA 00-10』(#1)
- 『CATALOGUE 1987-2016』(#1・2)
- 『DEATH NOTE TRIBUTE』(#2)（アルバム『十三階は月光』に収録されたヴァージョン）
- 『 CATALOGUE THE BEST 35th anniv. 』(#1・2)